# Amitai Etzioni
Amitai Etzioni, rodným jménem Werner Falk (4. ledna 1929, Kolín nad Rýnem – 31. května 2023) byl izraelsko-americký sociolog a představitel tzv. komunitarismu, hnutí které se hlásí k politickému středu, nebo bývá označováno za „radikálně centristické“. Hnutí hájí společenské potřeby, ale zároveň řád a pravidla. Snaží se také nalézt rovnováhu mezi svobodou jednotlivce a jeho odpovědností ke společenství.

## Život a dílo
Když mu byly čtyři, dostali se nacisté v Německu k moci. Tehdy byl oddělen od svých rodičů a poslán do Atén. S rodiči se shledal až roku 1947. Po roce v Aténách byl poslán do Palestiny, kde žil v zemědělské komuně. Byl vychováván celou komunitou. Po válce se stal členem Palmachu, marx-leninské sionistické ozbrojené organizace, z níž se posléze vytvořila elitní bojová jednotka Hagany, a bojoval v jeho řadách v izraelské válce za nezávislost. Roku 1950 si ho Martin Buber vybral do svého institutu při Hebrejské univerzitě v Jeruzalémě, na této univerzitě Etzioni posléze vystudoval sociologii. Tu vystudoval později i na Kalifornské univerzitě v Berkeley. V USA, kam natrvalo přesídlil, se stal profesorem sociologie na Kolumbijské univerzitě v New Yorku a později na George Washington University. Vedl též nevládní organizaci Communitarian Network, jež šíří myšlenky komunitarismu, které sám formuloval v knihách The New Golden Rule: Community and Morality in a Democratic Society (1996), The Moral Dimension (1988), The Spirit of Community: The Reinvention of American Society (1993), New Communitarian Thinking (1996) či From Empire to Community: A New Approach to International Relations (2004). V 60. letech se hodně angažoval v boji proti vietnamské válce a za jaderné odzbrojení, tématu se věnoval v knihách The Hard Way to Peace (1962), Winning Without War (1964), War and its Prevention (1970). Často též kritizoval vysoké výdaje na kosmický výzkum, jehož vědecký a společenský význam se mu zdál nedoložitelný. K nejvýznamnějším sociologickým pracím patří Modern Organizations (1964) a The Active Society (1968). Je autorem pojmu McJob (prvně ho použil v článku ve Washington Post roku 1986). Roku 1995 byl jmenován prezidentem Americké sociologické asociace.